# 生存者
生存者（Survivor），美國樂團，成立於1977年。
其最負盛名的作品為1982年席維斯·史特龍主演之拳擊電影《洛基III》主題曲《虎之眼》與1985年《洛基4：天下無敵》主題曲《Burning Heart》。其中《虎之眼》一曲連霸美國看板排行榜六周冠軍，並傳唱全世界。
時至今日，此曲仍是美國、甚至全世界的健身房內常播放的曲子，也是2005年電影《絕地籃霸》的片尾曲。同時也是2013年電影《渦輪方程式》的配樂。

## 作品列表

### 專輯
- Survivor (1979)
- Premonition (1981)
- Eye Of The Tiger (1982)
- Caught in the Game (1983)
- Vital Signs (1984)
- When Seconds Count (1986)
- Too Hot to Sleep (1988)
- Survivor Greatest Hits (1989)
- Ultimate Survivor (2004)
- The Best Of Survivor (2006)
- Story (2009)
- The Essential Survivor (2014)
- Sucker Punch (Live 1986) (2019)

### 單曲
- Dangerous (合作演出：Mimr) (2014)

## 團員列表

### 現任團員
- 主唱 - 羅賓·麥考利（英语：Robin McAuley） (2006-至今)
- 吉他手 - 弗蘭基·蘇利文（英语：Frankie Sullivan） (1978-1989、1993-至今)
- 吉他手、鍵盤手 - Michael Young  (2008-至今)
- 貝斯手 - 比利·奧澤洛Billy Ozzello| (2000-2003、2006-至今)
- 鼓手 - 馬克·卓貝Marc Droubay| (1981-1987、1996-至今)

### 過去團員
- 主唱 - 戴夫·比克勒（英语：Dave Bickler） (1978-1983、1993-2000、2013-2016)
- 主唱 - 吉米·傑米森（英语：Jimi Jamison） (1984-1989、2000-2006、2011-2014)
- 吉他手、鍵盤手 - 吉姆·佩特里克（英语：Jim Peterik）  (1978-1989、1993-1996)
- 吉他手、鍵盤手 - Chris Grove  (1996-2007)
- 貝斯手 - 丹尼斯·凱思·約翰遜Dennis Keith Johnson (1978-1981)
- 貝斯手 - 史蒂芬·艾利斯Stephan Ellis (1996-1999)
- 貝斯手 - Bill Syniar (1988-1989、1993)
- 貝斯手 - 貝瑞·杜納維Barry Dunaway (2005)
- 鼓手 - Gary Smith (1978-1981)
- 鼓手 - 凱爾·伍德林（英语：Kyle Woodring） (1988-1989、1993-1996)